# NGC 554
NGC 554 هو اصطدام مجري، يقع في كوكبة قيطس. اكتشف في 1886، وقد اكتشفه فرانك مولر.

## روابط خارجية
- NGC 554 على موقع ويكي سكاي: DSS2, SDSS, GALEX, IRAS, Hydrogen α, X-Ray, Astrophoto, Sky Map, Articles and images